# السلام (دمياط)
السلام هي إحدى قرى مركز الزرقا التابع لمحافظة دمياط بجمهورية مصر العربية.